# Iambia japonica
Iambia japonica là một loài bướm đêm trong họ Noctuidae.